# JCDecaux
JCDecaux ist ein international tätiges Unternehmen mit Sitz in Neuilly-sur-Seine bei Paris, das sich auf Außenwerbung und Stadtmöbel für die Außenwerbung spezialisiert hat. Die Aktiengesellschaft nach französischem Recht ist an der Pariser Börse Euronext notiert und weltweit eines der größten Außenwerbungsunternehmen.

## Kerngeschäft
Grundlegendes Unternehmenskonzept ist die Aufstellung, Reinigung und Instandhaltung zum Beispiel von Wartehäuschen an Straßenbahn- und Bushaltestellen für ein Öffentliches Verkehrsunternehmen oder eine Kommune. Im Gegenzug erhält das Unternehmen sämtliche aus der dort angebrachten Werbung entstehenden Einnahmen. Nach dem gleichen Prinzip betreibt das Unternehmen auch die City-Light-Säulen, beleuchtete Stadtplantafeln, vollautomatisch selbstreinigende Toilettenanlagen, Altglascontainer und andere Produkte. 

## Cyclocity

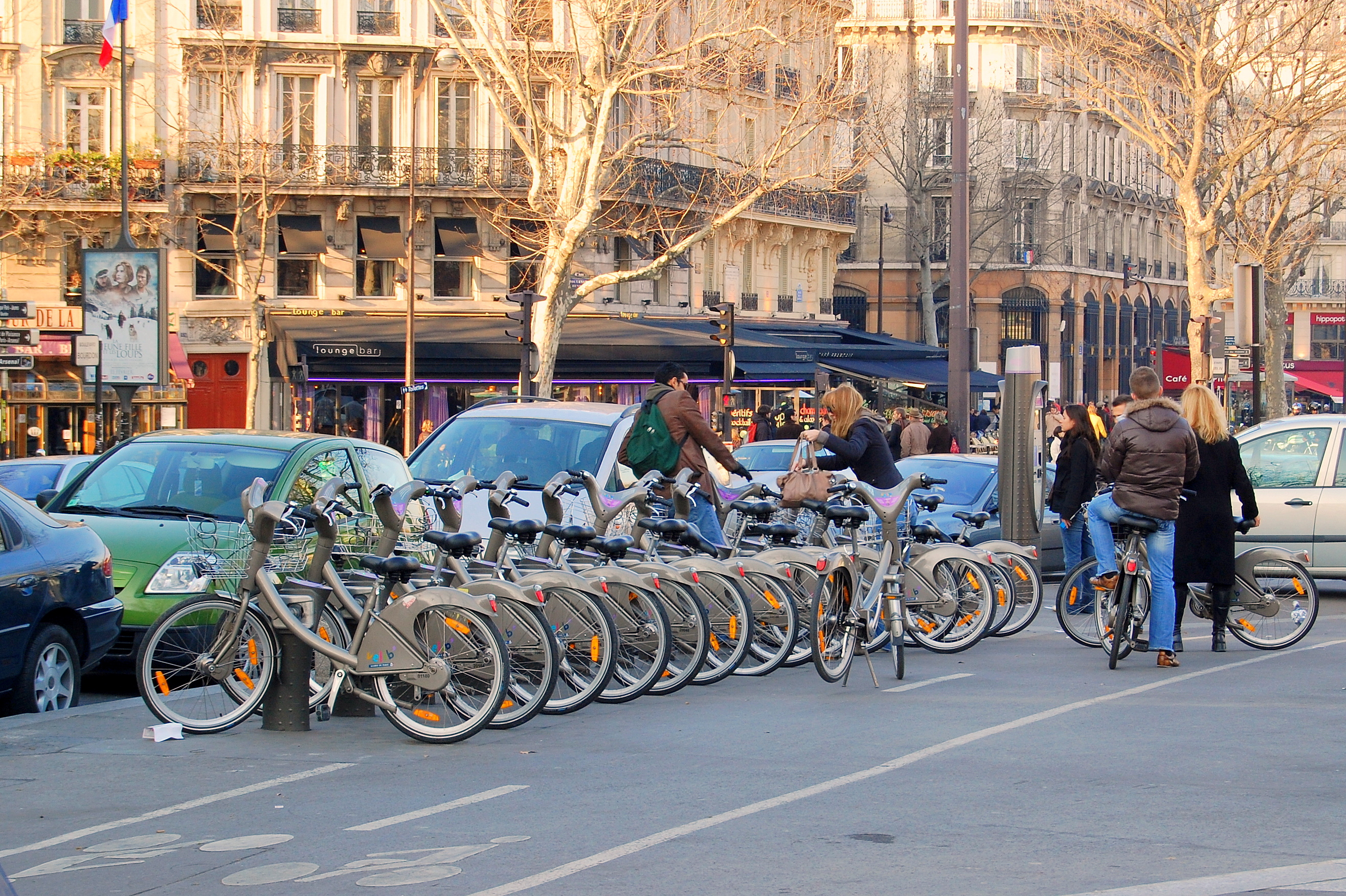
Vélib'-Mietfahrräder in Paris

Unter dem Namen Cyclocity bietet das Unternehmen in insgesamt 67 Städten weltweit (Stand September 2010) Leihfahrräder an. Wie andere Fahrradleihsysteme, wie zum Beispiel dem der Deutschen Bahn (Call-a-Bike), setzt Cyclocity auf feste Stationen im Stadtgebiet, an denen die Räder gemietet und zurückgegeben werden können. Zudem wird der Dienst meist in Kooperation mit der jeweiligen Stadt angeboten und durch langfristige Werbeverträge mit dieser querfinanziert. So müssen die Gebühren nicht kostendeckend sein und es werden stärkere Anreize geschaffen, das System zu nutzen und die Innenstädte vom Autoverkehr zu entlasten. Auch der Konkurrent iHeartMedia bietet ein ähnliches Fahrradverleihsystem an.

## Geschichte

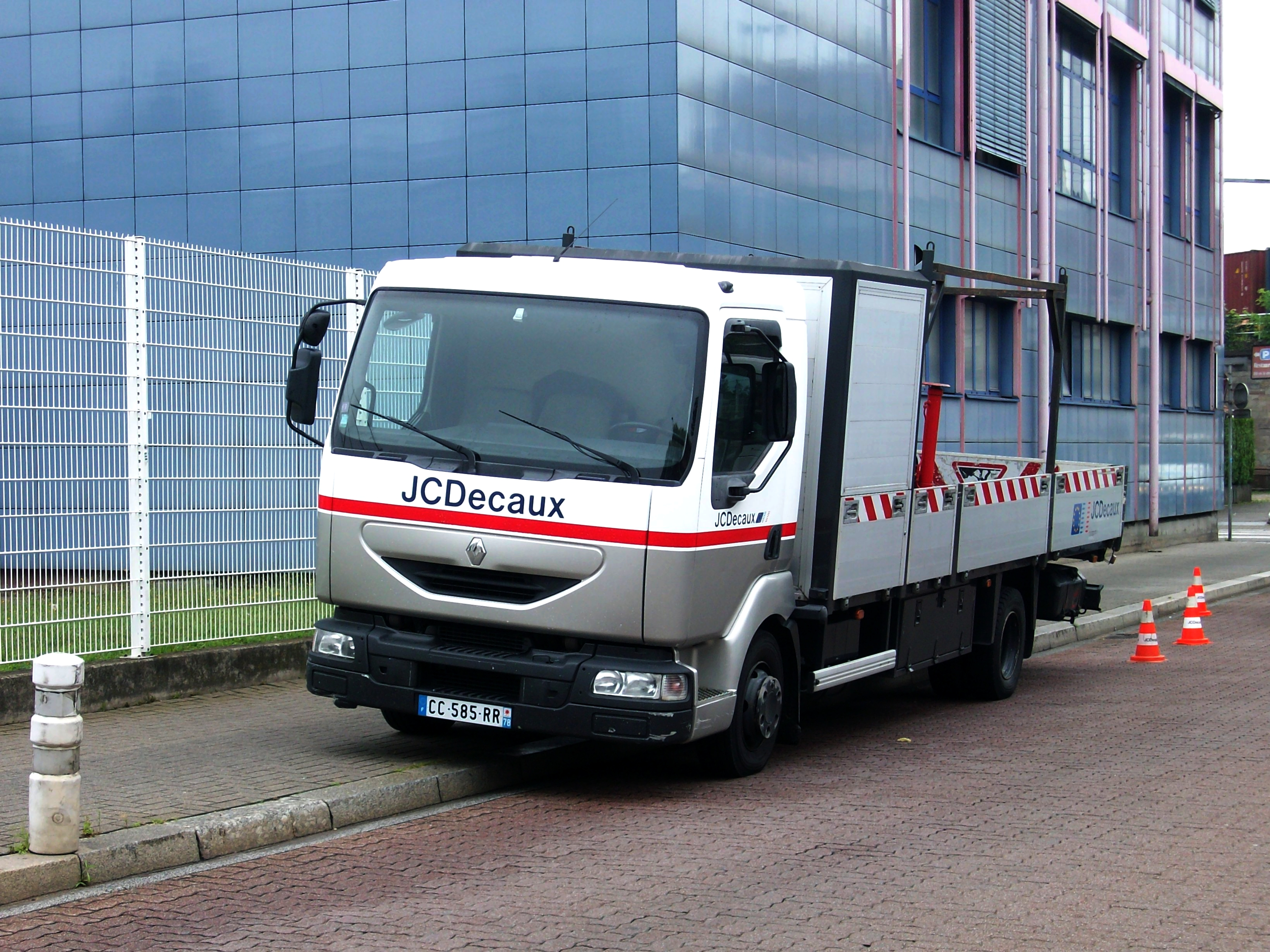
JCDecaux-Lastwagen in Frankreich

Gründer des Unternehmens ist Jean-Claude Decaux (1937–2016). Er begann 1964 das Geschäft mit der Außenwerbung in seiner französischen Heimat. Nachdem Decaux sein Konzept auch erfolgreich in Belgien anwandte, entsandte er 1982 einen seiner drei Söhne, Jean-François Decaux (* 1959), nach Deutschland. Dieser bearbeitete zunächst sechs Jahre von Hamburg aus den deutschen Markt, bevor er zwei weitere Jahre in Köln lebte, wo sich der deutsche Firmensitz befindet. In der Forbes-Liste der aktuellen Milliardäre weltweit belegt die Familie Decaux den 154. Platz mit einem Vermögen von 4,2 Mrd. USD.
Bis 2002 wurde das Unternehmen von Jean-Claude Decaux geführt. 2002 legte dieser den Vorstandsvorsitz nieder, der gleichberechtigt auf seine beiden Söhne Jean-François und Jean-Charles überging. Jean-Claude Decaux blieb noch bis Ende 2013 als Vorsitzender des Aufsichtsrates im Unternehmen.
Das Unternehmen, an dem die Familie einen Anteil von 70 % hält, hat einen Börsenwert von 4,8 Mrd. Euro. Der weltweite Umsatz betrug 2005 1,7 Mrd. Euro. Der Konzern steht nach dem US-Unternehmen Clear Channel weltweit an zweiter Stelle und ist in 46 Ländern der Erde mit 7900 Beschäftigten tätig. In Deutschland arbeiten 550 Mitarbeiter für JCDecaux, die 2005 einen Umsatz von 100 Mio. Euro hauptsächlich in Berlin, Düsseldorf, Hamburg, Köln, Leipzig, München, Stuttgart und am Flughafen Frankfurt am Main erzielten.

## Verhältnis zwischen JCDecaux und der Wall GmbH
2001, als die Landesbank Berlin in finanziellen Schwierigkeiten war (Berliner Bankenskandal), kaufte Decaux ihr einen Anteil von 11,5 % am Wettbewerber Wall GmbH ab, ohne vorher Hans Wall zu konsultieren. Im Herbst 2003 konnte Decaux den Anteil auf 35 % aufstocken, was ihn insgesamt 57 Mio. Euro kostete, allerdings nur gegen eine Call-Option, nach der Hans Wall 2008 seine Anteile wieder zurückkaufen konnte. Die Kapitalbeteiligung beruhte auf einer gemeinsamen, allerdings erfolglosen Teilnahme an einer Ausschreibung in New York City. Inzwischen hat Decaux seine Präsenz in New York durch langfristige Verträge mit den Flughäfen La Guardia und John F. Kennedy sowie der Port Authority gesichert.
Als im Sommer 2006 der Berliner Senat beabsichtigte, die VVR Berek, eine im gleichen Marktsegment tätige Tochtergesellschaft der landeseigenen Berliner Verkehrsbetriebe BVG, zu privatisieren, überbot JCDecaux im Rahmen einer Ausschreibung mit 103 Mio. Euro für die Übernahme des Unternehmens seinen Berliner Konkurrenten Wall AG, der nur 83 Mio. Euro geboten hatte. JCDecaux erhielt letztlich den Zuschlag.
2002 zählte JCDecaux gemeinsam mit iHeartMedia, Viacom und Ströer zu den Interessenten für die Übernahme des größten deutschen Außenwerbungsspezialisten, der Münchener Deutsche Städte-Medien (DSM), einem Unternehmen aus dem Besitz von 28 Städten und Gemeinden, das letztlich vom Konkurrenten Ströer geschluckt wurde.
Im September 2009 übernahm JCDecaux die Mehrheit am Berliner Außenwerber Wall. Zuletzt waren 40 % der Wall-Anteile im Besitz von JCDecaux, mit dem Kauf der Anteile des Firmengründers Hans Wall erhöhte sich dies auf 90,1 %. 9,9 % hält der Vorstandsvorsitzende Daniel Wall. Über den Kaufpreis wurde Stillschweigen vereinbart. Hans Wall blieb Vorsitzender des Aufsichtsrates.

## Schweiz
In der Schweiz besitzt JCDecaux 30 % der Aktien von APG SGA AG, dem größten Schweizer Außenwerbeunternehmen. Jean-François Decaux ist außerdem Verwaltungsratspräsident. Zu APG|SGA AG gehören Unternehmen in der Schweiz, in Montenegro, Rumänien und Serbien. APG|SGA Allgemeine Plakatgesellschaft, Schweizer Marktführer für Plakatwerbung, ist das größte APG|SGA AG-Tochterunternehmen.